# Sweden, New York
Sweden, engelska: Town of Sweden, är en kommun (township) i Monroe County, New York i USA. Vid folkräkningen år 2010 uppgick antalet invånare till 14 175. Största tätort i området är Brockport, som administrativt utgör en egen kommunal enhet (Village of Brockport).
Kommunen ligger vid Monroe Countys västgräns. Eriekanalen passerar genom Swedens norra delar, och New York State Route 19 är en större nord-sydlig väg i området.

## Historia
Området var en del av The Triangle Tract. Bosättare anlände före 1806. Staden skapades av delstaten New Yorks lagstiftande församling 1813 för att dela upp Monroe Countys västra delar i tre nya städer, Bergen, Sweden och Murray.
Staden Sweden etablerades 1814 ur Staden Murray i Orleans County. Första mötet hölls den 5 april 1814. 
1823 gick Eriekanalen bara från Albany och inte längre västerut än att Sweden och Brockport blev en viktig plats. 